# Conferência das Nações Unidas sobre Organização Internacional

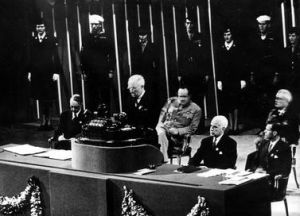
Presidente estadunidense Harry S. Truman discursando na conferência

A Conferência das Nações Unidas sobre Organização Internacional (UNCIO - sigla em inglês) foi uma convenção de delegados de 51 nações aliadas que aconteceu de 25 de abril de 1945 a 26 de Junho de 1945 em São Francisco, Estados Unidos. Nessa convenção, os delegados revisaram e reescreveram os acordos de Dumbarton Oaks. A Convenção resultou na criação da Carta das Nações Unidas, que foi aberta à assinatura em 26 de Junho.
A conferência foi presidida pelo diplomata estadunidense Alger Hiss. Uma praça no centro de São Francisco, chamada "UN Plaza", comemora a conferência. Ele está localizado junto ao Centro Cívico da cidade.